# Конан (телесериал)
«Конан» (англ. Conan the Adventurer) — был еженедельным одночасовым американским телевизионным приключенческим сериалом в прямом эфире. Продюсировал его Макс А. Келлер и Мишлин Келлер с 1997 по 1998 год, по мотивам фэнтези героя Конана-варвара . Премьера телешоу состоялась 22 сентября 1997 года. Сериал распространился по многим странам мира, их число более 150.

## Сюжет
Всемогущий колдун, великий Хисса Зул держит родину Конана — Киммерию под железным правлением и контролирует эти земли с помощью магии, уловок и угроз. Он несет ответственность за смерть родителей Конана, и он снова и снова становится главным врагом, которому едва ли можно помешать. Конан и армия воинов восстают и сражаются, чтобы освободить Киммерию от демонического тирана и его приспешников. В своих путешествиях Конан будет сражаться с жестокими мифическими существами, бродящими по земле. Герой был избран богами для борьбы со злом, бог Кром сообщил ему, что ему суждено стать королем.
Конан хочет отомстить Хисса Зулу (во всех эпизодах враг играет главную роль, а также имеет слугу, скелет с способностями ясновидения), который постоянно стремится убить героя. Оружие, которое использует колдун, — это, по-видимому, бесконечная орда воинов, а также вассальные волшебники и принцы под контролем Хисса Зула.

## В ролях
- Ральф Меллер — Конан
- Дэнни Вудберн — Отли
- Роберт МакРэй — Зебен
- Эли Данн — Карелла(2,8,12,15,17-18,21-22)
- Джереми Кемп — Хисса Зул(1-11,14-18,20-22)
- Артур Бургхардт — говорящий череп(только в 1-3 и 5 эпизодах)
- Эндрю Крэйг - Вулкар(только в 1-4 эпизодах)
- А. С. Кварт-Хадошт - говорящий череп(4,6-11,15-18,20-22)
- Т. Дж. Сторм - Баю(с 5 эпизода)
- Другие персонажи¹
- Эндрю Дивофф - Горот,генерал(1-2)
- Микки Руни - Гоуб(1)
- Эдвард Альберт - Дор(1-2)
- Ричард Бёртон - Кром,бог(образ)(1)
- Джеймс Гарретт - Кром,бог(голос)(1)
- Синди Марголис - служанка Хисса Зула(1)
- Вернон Уэллс~Морга(1-2)
- Ким Келли - Тамира(1-2)
- Стив Матилла - Яра,колдун(1-2)
- Джоди Расселл - Арали(3)
- Брэд Гринквист - Киорд(3)
- Майкл Бэйли Смит - Горки,зверочеловек(3)
- Элизабет Гранли - Дара(3)
- Райан «Рино» Майклз - рабовладелец(3)
- Аманда Уилмсхесрт - Тамбал(4)
- Дин Тарролли - Актел,колдун(4)
- Катрин Николсон - ведьма(4)
- Сидни Коли - Айна(4)
- Мариетт Хартли - Вита,королева(4)
- Дэвид Джин-Томас - генерал(5)
- Садра Эллис Лэфферти - акушерка(5)
- Пол Ле Мэт - лидер крестьян(5)
- Дон Раденбау - Ра-Шин,гигантская медуза,принявшая облик девушки(5)
- Маттиас Хьюз - Саванн(6)
- Кэти Барбери - верховная жрица(6)
- Сэм Дж. Джонс - Норр,генерал(7)
- Тайм Уинтерс - Элдон(7)
- Эли Ландри Монтеверде - Рейна(7)
- Джейкоб Чейз - Ди-ан(7)
- Сандра Рамирес - Лу-Ки(7)
- Криста Солс - Тикль(8)
- Ивонна Копач - Регала(8)
- Брук Бёрнс - Хирт(8)
- Джимми Ф. Скэггз - Бадаи,колдун(8)
- Лу Ферриньо - Мог(8)
- Сюзанн Хант - Ксаната,богиня(8)
- Исела Вега - старая ведьма(8)
- Инес Соса - любовница(8)
- Арабелла Хольцбог - Салеа(9)
- Скотт Эберлейн - Барр(9)
- Джоли Джеканус - Клу(9)
- Эвелин Йоколано - Самма(9)
- Джек Доннер - слепой(9)
- Майкл Энтони Холл - Ита(9)
- Луис Лемус - четвёртый похититель(9)
- Джон Демита - Урсат(10)
- Эрик Д. Стейнберг - Гарт(10)
- Джинн Чинн - Адрайна(10)
- Мари Читхэм - Янтона,ведьма(10)
- Брайан Казинс - Прада(11)
- Жаклин Коллен - Аура(11)
- Скотт Линкольн - капитан(11)
- Стив Сакс - солдат(11)
- Шэйн Хоулс - следователь(11)
- Кевин П. Стиллвелл - Сергис(12)
- Бретт Миллер - Куллербус(12)
- Джеймисон Джонс - Кармус,бог(12)
- Хосе Эскандон -Моргот,генерал(12)
- Лесли Монтальво - дочь Кармуса,богиня(12)
- Майкл Уорт - Дрэкк(13)
- Фаун Рид - Лукар(13)
- Дэвид Амос - Сенн,лорд(13)
- Мари Морроу - Серетт(13)
- Ларри Джошуа - Элба(13)
- Киэми Дэвел - Кита(13)
- Джозеф Рай - Ивад,колдун(14)
- Рене Грэм - Ига(14)
- Мойра Питерс - Джора(14)
- Роберт Котечки - лейтенант(14)
- Лиди Денье - Катрин(15)
- Энтони Де Лонгис - Шадизар,принц(15)
- Энн Френсис - Гагул,колдунья(15)
- Энтони Накарто - Локи(15)
- Эдуардо Идуньяте - цыган(15)
- Анхель Де Ла Пенья - бармен(15,18)
- Абель Касильяс - солдат Хисса Зула(15)
- Патрик Ламбке - Ящер(16)
- Джули Ст. Клер - Хана,принцесса(16)
- Ксавье Де Клие - Тамул,принц(16)
- Жустина Вэйл - Зотана(17)
- Синтия Мэйсон - Горетта(17)
- Пьер Дю Лат - Хартан,волшебник(17)
- Джек Гвиллим - Райкон Пол(17)
- Клодетт Минк - Лысая(18)
- Мики Коттрелл - Миримэйн(18)
- Дерон Макби - Синджин(18)
- Анджелика Бриджес - Рыжая Соня(19)
- Кики Шепард - Бару(19)
- Верона Пут~Тарр(19)
- Марк Райан - бармен(19)
- Билли Пэриш - Лютай,волшебник(19)
- Скотт Макдональд - генерал Вога(19)
- Эми Бухвальд - крестьянка-воительница(19)
- Роберт Калп - Вог,король(19)
- Джо Лара - Камикон(20)
- Гари Каспер - Дугон(21)
- Джимми Ф. Скаггс - Кивар(21)
- Скотт Рипли - Джеро,король,колдун(22)
- Майкл Берриман - Пенор II,король,колдун(22)
- Дэвид Джин-Томас - Норбу,император,колдун(22)
- Роберт Паттери - Эдзимир Зул,капитан(22)
- ¹в скобках указан эпизод,где фигурирует тот или иной персонаж.

## Список эпизодов
- 1-2.«Сердце слона, части 1 и 2»
- 3.«Логово зверолюдей»
- 4.«Прямая наследница»
- 5.«Осада Аль Сон-Бара»
- 6.«Друг в нужде»
- 7.«Рубиновый фрукт»
- 8.«Три девственницы»
- 9.«Лабиринт»
- 10.«Выкуп»
- 11.«Амазонка»
- 12.«Тени смерти»
- 13.«Возвращение домой»
- 14.«Самозванец»
- 15.«Проклятие Афки»
- 16.«Укрощение»
- 17.«Хрустальная стрела»
- 18.«Дитя»
- 19.«Рыжая Соня»
- 20.«Пещера»
- 21.«Противоядие»
- 22.«Смертельные волшебники»